# アンテ・ミリチッチ
アンテ・ミリチッチ（クロアチア語: Ante Miličić、[ˈænteɪ ˈmɪlətʃɪtʃ]、AN-tay MIL-ə-chitch、[ǎːnte mîlitʃitɕ]、1974年4月4日 - ）は、オーストラリアとクロアチアの元サッカー選手、現サッカー指導者。元オーストラリア代表選手。2019 FIFA女子ワールドカップオーストラリア代表監督。選手時代のポジションはFW。

## クラブ歴
シドニーでクロアチア系の家に生まれ、近郊のストラスフィールドで育った。16歳の時にオーストラリア国立スポーツ研究所のトレーニングメンバーに選出されたが、翌年に母親を亡くした。
選手としては下部組織時代に在籍したシドニー・ユナイテッド58 FCで選手となった。一時期キャンベラ・ディーキンFCに在籍し再びシドニー・ユナイテッドに加入した。1997年にNACブレダに移籍、1999年にHNKリエカに移籍しヨーロッパで合計4シーズンを過ごした。オーストラリア復帰後は三度シドニー・ユナイテッドに加入しグランドファイナルで試合唯一となる得点を記録し優勝、ジョー・マーストン・メダルに輝いたが、1年でライバルのシドニー・オリンピックFCに移籍した。その後、パラマッタ・パワーSCに移籍した。
オーストラリアン・ナショナルサッカーリーグが解散するとAリーグにサラリーキャップが設定されたため、マレーシア・スーパーリーグのパハンFAに加入。年内にシドニー・ユナイテッドに四回目の加入をしたものの、結局翌年にはAリーグのニューカッスル・ユナイテッド・ジェッツFCに加入した。2005年11月4日に行われたAリーグ第11節でAリーグ史上初のハットトリックを記録した。
2006年5月にクイーンズランド・ロアーFCに移籍。2007年12月8日に双方合意の下契約解除し、マレーシア・プレミアリーグのシャーザン・ムダFCに移籍。
その後シドニー・ユナイテッドに選手として五回目の加入をし、ダンデノン・シティSCで引退した。

## 代表歴
OFCネイションズカップ2002のメンバーに選出され、バヌアツ代表戦で代表初出場。OFCネイションズカップ2004のメンバーからは漏れたものの、同大会の優勝決定戦の際にはメンバーに選出され、2試合ともに得点を記録して優勝に貢献した。代表最後の試合は2005年3月29日のインドネシア代表戦であった。

## 指導歴
2009年にシドニー・ユナイテッドで選手兼任監督となった。また同年には2009 FIFA U-20ワールドカップに臨むU-20オーストラリア代表のアシスタントコーチにも選出され、翌2011 FIFA U-20ワールドカップの際もアシスタントコーチを務めた。
2009年11月18日にメルボルン・ハートFCのアシスタントコーチに就任する事が発表された。
その後、親交の深いトニー・ポポヴィッチのアシスタントコーチとしてウェスタン・シドニー・ワンダラーズFCに移籍。
2014年夏にはアンジェ・ポステコグルーのアシスタントコーチとしてオーストラリア代表に加入。2019年2月18日、オーストラリア女子代表の暫定監督に就任し2019 FIFA女子ワールドカップで指揮を執った。2020年7月19日に退任。
2019年5月15日、2020年夏からAリーグに加入するマッカーサーFCの初代監督に就任する事が発表された。